# 麥達斯控股
麥達斯控股有限公司，簡稱麥達斯控股或麥達斯控股-S（英語：Midas Holdings Limited，新交所除牌前：5EM.SI、港交所除牌前：1021.HK），在2000年於吉林省遼源市，由陳維平（主席）和周華光（總裁）創立。
業務當時在中國內地經營生產及銷售铝合金挤压型材产品、铝合金挤压型材产品，以及设计、制造及安装PE管，而前總部位於新加坡珊顿大道2号新加玻交易所大厦4樓1室068804，以及香港干诺道中168-200信德中心招商大厦21楼2112室。
而股份當時在2004年2月23日於新加坡交易所創業板上市，其後曾在2006年9月7日，晉升為主板上市，招股價為0.23坡元，發售股份為55,000,000股，集資額為12,650,000坡元。 而香港則當時在2010年10月6日於主板上市，而曾在8月招股，但由於受到市場波動，於是延至9月進行招股，價格為6.1港元，發行新股為220,000,000股，集資額為13.42億港元。
2020年2月5日，正式於港交所除牌。

## 連結
- Midas.com.sg